# Land Rover Range Rover P38A
Le Range Rover P38A est un véhicule de type SUV tout-terrain luxueux produit par le constructeur automobile britannique Land Rover de 1994 à 2002, et remplaçant le mythique Range Rover premier du nom.

## Motorisations
- Essence : V8 4,0 L Rover ; V8 4,6 L Rover.
- Diesel : 6-en-ligne BMW M51, 2,5 L turbodiesel.

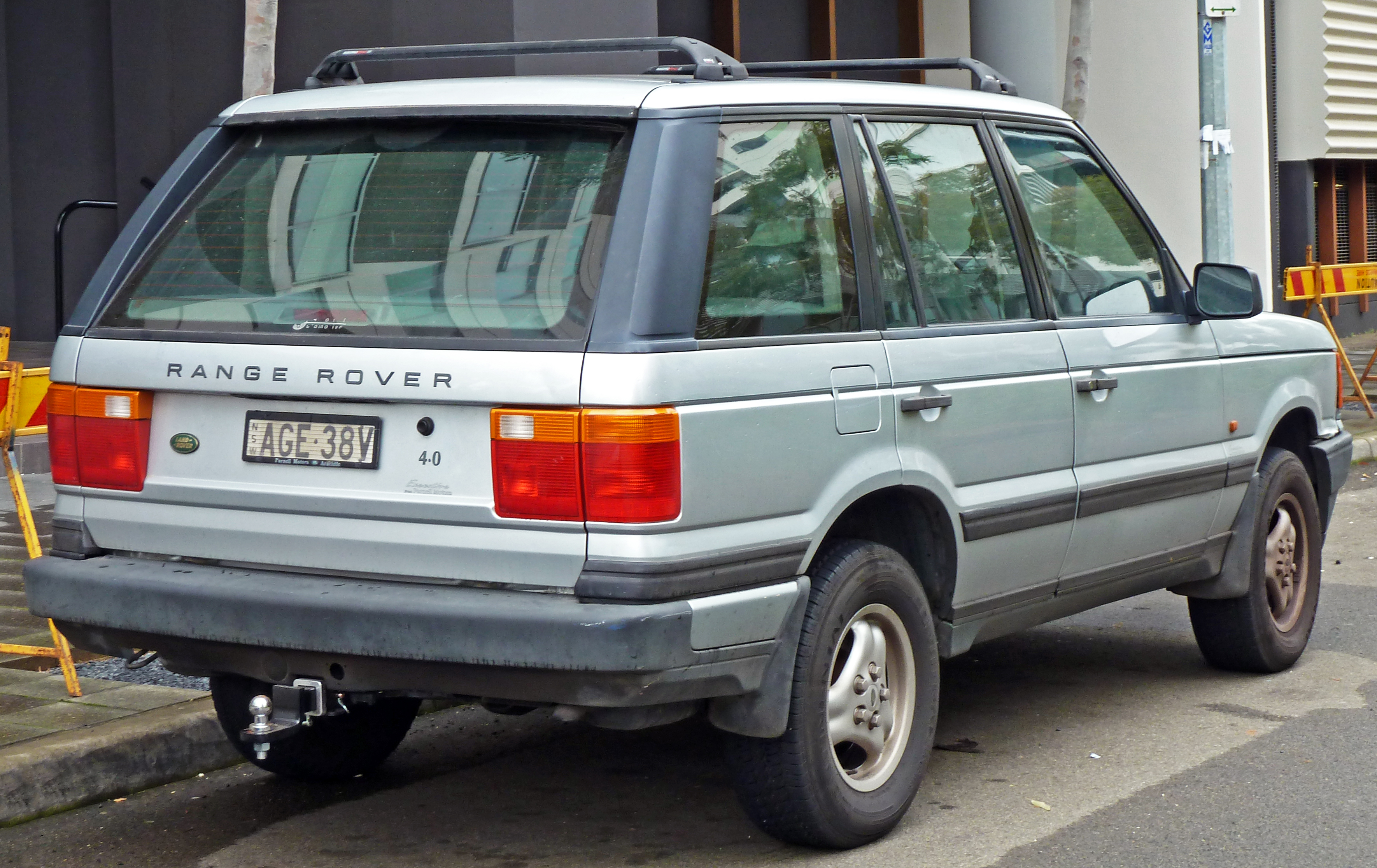
Vue de l'arrière.